# Breaking News
«Breaking News» (с англ. — «Экстренные новости») — промосингл американского певца Майкла Джексона. Песня была написана Джексоном, Эдди Кассио и Джеймсом Порте, спродюсирована Тедди Райли, Кассио и Джексоном, и была включена в альбом Michael.
Песня в стиле R&B рассказывает о том, как СМИ и папарацци, буквально, хотят сделать сенсацию на всем. Некоторые сравнивают эту песню с песней Бритни Спирс «Piece of Me» (2007). «Breaking News» добилась небольшого успеха, достигнув первого места в Billboard Bubbling Under Hot R&B/Hip-Hop Songs.

## Критика
Получил в основном негативные отзывы музыкальных критиков. Ашанте Инфантри из Торонто стар заявила, что сингл «угрожает принизить посмертную доброжелательность, оказанную поп-звезде». В обзоре The Christian Science Monitor говорится: «новая песня Майкла Джексона вызывает много споров, поклонники разделились, многие полюбили новый сингл, а другие выразили скептицизм». Джо Фогель, автор книги «Человек в музыке: творческая жизнь и работа Майкла Джексона», дал положительную оценку песне, заявив, что «несмотря на негативную реакцию, содержание песни является классическим „Майклом Джексоном“».